# Mark Waid
Mark Waid (Hueytown, Alabama, em 21 de Março de 1962) é um escritor norte-americano, conhecido por seu trabalho em séries como Kingdom Come, Superman: Birthright, The Flash, Captain America ,  Daredevil e Fantastic Four.

## Carreira
A carreira de Waid teve início da década de 1980, quando começou a escrever a editar a revista Amazing Heroes, publicada pela Fantagraphics Books'. Pouco depois, ele acabou sendo contratado pela DC Comics para trabalhar em títulos como Secret Origins e Legion of Super-Heroes. Em uma entrevista, Waid declarou que a história que mais lhe influenciou foi publicada em Adventure Comics #369-370 no ano de 1968, protagonizada pela Legião de Super-Heróis e escrita por Jim Shooter e Mort Weisinger.
Em 1990 Waid abandonou o trabalho editorial, dando mais preferência à trabalhos freelance como escritor, o que incluiu um período na linha de histórias Impact Comics. A linha teve vida curta, mas nela Waid escreveu The Comet e co-escreveu Legend of the Shield. Em 1992, entretanto, é que Waid começou o trabalho que tornaria seu talento reconhecido por toda a indústria: The Flash. Contratado pelo editor Brian Augustyn, Waid iria escreveu um título estrelado por um dos mais conhecidos personagens da DC Comics. Durante oito aclamados anos, Waid se uniu à uma variedade de desenhistas, entre eles Greg LaRocque e Mike Wieringo e criou algumas das mais memoráveis histórias do personagens, tirando Wally West da sombra dos seus predecessores, assim como aumentando consideravelmente seus poderes. No último ano, o editor Brian Augustyn chegou inclusive a colaborar como co-escritor.
O sucesso obtido desde o início com Flash chamou a atenção da Marvel Comics, fazendo com que os editores Matt Idelson e Mark Gruenwald contrataram Waid para ser o sucessor de Gruenwald no título Captain America. Colaborando com o artista Ron Garney, o trabalho de Waid recebeu reações positivas tanto da crítica quando do público - mas teve que ser encerrado menos de um ano de seu início para dar lugar à saga Heróis Renascem, na qual vários heróis da Marvel foram recriados por artistas da Image Comics. O Capitão, em especial, foi escrito e desenhado por Rob Liefeld, atraindo muito atenção negativa. Waid retornaria ao título com o fim do evento, colaborando tanto com Garney quanto com Andy Kubert.
Em 1996, Waid juntou-se ao artista Alex Ross para lançar aquele que é seu mais conhecido trabalho: Reino do Amanhã. A história, situada num possível futuro do universo DC, apresentava o destino de Superman, Batman e Mulher-Maravilha, assim como vários outros heróis.  Em reação aos cada vez mais violentos e sombrios quadrinhos das décadas de 1980 e 1990, a história mostrava o confrontamento dos velhos ideais de Superman com um mundo em caos. Muitas das ideias apresentadas na série acabariam por ser introduzidas na continuidade normal da DC Comics.
Outros trabalhos aclamados de Waid incluem suas passagem por título como JLA,  Impulse - uma série derivada de seu trabalho em The Flash - e em Ruse.
Waid também tornou-se conhecido por seu trabalho como editor - que inclui a aclamada passagem de Grant Morrison pela Patrulha do Destino. Waid e Morrison continuariam a colaborar, em especial numa série de trabalhos que re-estabeleceu a posição proeminente da Liga da Justiça no Universo DC. Waid trabalhou tanto no título mensal quando em JLA: Year One, série que recontou o primeiro ano da equipe.
Em 2002, Waid começou uma passagem pelo título Fantastic Four, ao lado de Mike Wieringo. Suas histórias foram bem recebidas pela crítica e pelo público, mas, no ano seguinte, os executivo da Marvel Comics ameaçaram a descontinuidade desse trabalho ao anunciarem que buscavam um novo rumo para o título e iriam substituir Waid pelo roteirista Roberto Aguirre-Sacasa após sua recusa em aceitar tais mudanças. O assunto atraiu grande atenção por parte da mídia especializada, devido à enorme campanha movido pelos fãs do trabalho que a dupla vinha realizando no título. Waid e Wiering acabariam por continuar no título até completarem suas histórias, Sacassa ganhou um título próprio para explorar suas ideias para o Quarteto Fantástico. Entretanto, toda a polêmica levantada pelo incidente seria um dos motivos pelos quais o então Presidente da Marvel, Bill Jemas teria abandonado o cargo.
Em 2003, Waid relançou Empire, uma série com Barry Kitson, cujo protagonista era um super-vilão chamado Golgoth. Ele havia derrotado todos os super-heróis de seu mundo e havia sido bem-sucedido em dominar o mundo. A série havia sido originalmente publicada pela Gorilla Comics - companhia formando por Waid, Kurt Busiek e outros autores - mas, após a publicação de apenas duas edições, a companhia faliu. A série seria concluída através da DC Comics. No mesmo ano, Waid escreveu a "origem moderna" de Superman, numa minissérie de 12 partes intitulada Superman: Birthright. Reunindo elementos tanto da Era de Prata quando das histórias modernas à homenagem ao filme de 1978, Waid criou um trabalho bem-sucedido, que atraiu bastante atenção da mídia, em especial por trazer de volta à continuidade a ideia de que Lex Luthor e Clark Kent foram amigos quando adolescentes - uma ideia já explorada pela série de televisão Smallville.
Em Dezembro de 2004, Waid e Barry Kitson se uniriam novamente para recriar a Legião de Super-Heróis. O trabalho dos dois chegaria ao fim em 2007, na 30ª edição do novo título. Waid seria substituído por Tony Bedard, com que já havia trabalhado anteriormente diversas vezes - incluindo edições dessa nova encarnação da Legião.
Atualmente, Waid foi, ao lado de Grant Morrison e outros colaboradores proeminentes da DC Comics, como  Geoff Johns, Greg Rucka e Keith Giffen, responsável por ditar as novas normas editoriais do Universo DC após os eventos ocorridos na minissérie Crise Infinita, estabelecendo as características de cada um dos personagens da editora e como escrevê-los. Eles, juntos, escreveram série semanal 52, exibindo os eventos ocorridos durante todo o ano que se seguiu à Crise Infinita. Waid é atualmente um dos contratados exclusivos da DC Comics e tem, entre seus projetos, o relançamento do título The Brave and the Bold, ao lado do desenhista George Perez e um retorno à Wally West e ao título The Flash.
Em 27 de Julho de 2007, durante a San Diego Comic-Con, a editora Boom! Studios teria, a partir de Agosto daquele ano, Waid como seu editor-chefe. A sua dinâmica com a DC Comics pouco se alteraria - ele vai continuar escreveu Flash e The Brave and the Bold, mas todos os seus trabalhos autorais sendo, a partir de agora, publicados pela Boom!.

## Prêmios e indicações
| Ano  | Prêmio       | Categoria       | Indicação                                          | Resultado | Ref         |
| ---- | ------------ | --------------- | -------------------------------------------------- | --------- | ----------- |
| 1997 | Eisner Award | Melhor Escritor | The Flash, Impulse, Kingdom Come e Captain America | Indicado  | [ 2 ]       |
| 2002 | Eisner Award | Melhor Escritor | Ruse                                               | Indicado  | [ 3 ] [ 4 ] |
| 2010 | Eisner Award | Melhor Escritor | Irredeemable e The Incredibles                     | Indicado  | [ 5 ]       |
| 2012 | Eisner Award | Melhor Escritor | Irredeemable, Incorruptible e Daredevil            | Venceu    | [ 6 ]       |